# (34978) van 't Hoff
1901 T-3 (asteroide 34978) é um asteroide da cintura principal. Possui uma excentricidade de 0.03859030 e uma inclinação de 8.24890º.
Este asteroide foi descoberto no dia 17 de outubro de 1977 por Cornelis Johannes van Houten e Ingrid van Houten-Groeneveld e Tom Gehrels em Palomar.